# Marco Calderoni
Pour les articles homonymes, voir Calderoni.
Marco Calderoni, né le 18 février 1989 à Latisana en Italie, est un footballeur italien, qui évolue au poste d'arrière gauche à l'ACD Nardò.

## Biographie

### Débuts professionnels
Marco Calderoni est formé par le Plaisance Calcio. Il fait ses débuts en professionnels avec ce club en 2008, alors que le Plaisance Calcio évolue en Serie B.

### Grosseto & Bari
Le 31 août 2011 est annoncé le transfert de Marco Calderoni à l'US Grosseto, qu'il rejoint officiellement en janvier 2012. Il joue son premier match pour Grosseto le 11 février 2012, lors d'une rencontre de Serie B face au FC Crotone. Il est titularisé et les deux équipes se neutralisent ce jour-là (2-2 score final).

### US Lecce
Le 18 juillet 2018, Marco Calderoni rejoint l'US Lecce, club de Serie B, avec qui il signe un contrat courant jusqu'en juin 2020. Il joue son premier match pour le club le 7 août 2018, lors d'un match de coupe d'Italie face à Feralpisalò. Son équipe s'impose sur le score de un but à zéro après prolongation lors de cette partie.

### LR Vicence Virtus
Le 16 juillet 2021, Marco Calderoni rejoint le LR Vicence Virtus, club de Serie B, avec qui il signe un contrat courant jusqu'en juin 2022 avec une option de renouvellement.

### Cesena FC
Le 25 janvier 2022, lors du mercato hivernal, Marco Calderoni rejoint le Cesena FC, club de Serie C. Il s'engage jusqu'en juin 2024,.

### Fermana FC
Le 30 août 2023, Marco Calderoni rejoint le Fermana FC, club évoluant alors en Serie C, la troisième division italienne.

### En équipe nationale
Avec les moins de 20 ans, il participe à la Coupe du monde des moins de 20 ans en 2009. Lors du mondial junior organisé en Égypte, il joue cinq matchs. Il se met en évidence lors de la phase de poule, en délivrant une passe décisive face au pays organisateur. L'Italie s'incline en quart de finale face à la Hongrie, après prolongation.